# Franz Xaver Biallas
Franz Xaver Biallas (Schwirz, 1878. november 15. – Peking, 1936. május 28.; kínai neve pinjin hangsúlyjelekkel: Bào Rùnshēng; magyar népszerű: Pao Zsun-seng; hagyományos kínai: 鮑潤生; egyszerűsített kínai: 鲍润生) német misszionárius, sinológus.

## Élete, munkássága
A sziléziai születésű Biallas 1900-ban lépett a katolikus egyház kötelékébe Bécsben, ahol 1905. február 24-én szentelték pappá. Tanítói munkája mellett engedélyt kapott a sinológia tanulmányozására, ezért Berlinba, Lipcsébe és Párizsba utazott tanulmányait folytatni. Mesterei Wilhelm Grube és Édouard Chavannes voltak. 1918-ban védte meg Csü Jüanról szóló doktori disszertációját. 1921-ben érkezett Santungba hittérítő munkát folytatni. Később a pekingi katolikus egyetem, a Fuzsen Egyetem tanára lett, ahol egy ideig a szociológia tanszéket is vezette. Sinológia terén végzett legnagyobb érdeme, hogy 1933-ban ő alapította a Monumenta Serica sinológia szakfolyóiratot, amelynek első kötetét még maga szerkesztette és jelentette meg.

## Főbb művei
- Konfuzius und sein Kult: Ein Beitrag zur Kulturgeschichte Chinas und ein Führer zur Heimatstadt des Konfuzius, Peking/Leipzig: Pekinger Verlag, 1928.
- C'hü Yüans Fahrt in die Ferne: Text, Übersetzung und Anmerkungen, Leipzig: Verlag Asia Major, 1931.

## További hivatkozások
- Der unbekannte Pionier - Über das Wirken des China-Missionars Franz Xaver Biallas – Steyler Missionare